# Concept (philosophie)
Pour les articles homonymes, voir Concept.
Ne doit pas être confondu avec idée ou notion.
En logique, un concept est un contenu de pensée, qui, lorsqu'il est appliqué à un objet, peut former une proposition. En linguistique, le concept représente le signifié, c'est-à-dire le sens du mot, tandis que le mot lui-même constitue son signifiant. Le concept est un terme abstrait qui se distingue donc de la chose désignée par ce concept. Le terme lui-même est introduit au Moyen Âge (conceptus) par Thomas d'Aquin puis Guillaume d'Ockham et les autres philosophes scolastiques [réf. souhaitée]. Il vient du latin conceptus qui signifie « action de contenir, de tenir ensemble, de recevoir », dérivé du verbe concipere signifiant « concevoir ». 
Les philosophes modernes (René Descartes, John Locke) substitueront au concept la notion d'idée, qui désigne plus généralement toute représentation mentale, qu'elle soit d'ordre perceptif, imaginaire ou purement abstrait.
Les différents philosophes ne sont pas nécessairement d'accord sur ce qu'est exactement un concept. Ainsi, bien que les concepts soient souvent interprétés comme des idées générales (le concept de chien, par exemple, rassemble les caractères communs à tous les chiens existants et possibles), d'autres interprétations en ont été données : chez Gottfried Wilhelm Leibniz, notamment, la notion complète exprime la substance individuelle et ne correspond qu'à elle.

## L'apparition de la notion de concept dans l'Antiquité
Dans l'Antiquité, le concept a souvent été assimilé à la signification d'un terme, au sens de l'intension, ou dénotation de ce terme[réf. nécessaire]. Les concepts des objets constituent dans cette perspective l'ensemble des prédicats qui lui appartiennent ou qui sont, en langage aristotélicien, prédiqués d'un sujet. Pour Aristote, un concept est ce qui se réfère à l'essence, et non au propre : ainsi, le concept d'homme n'est pas « l'animal capable de rire » (car du fait que seul l'homme rit, le rire est le propre de l'homme et non son essence), mais un « animal raisonnable » ou un « animal politique » (zoon politikon). Autrement dit, le concept devrait exprimer la quiddité de la chose.

## L'élaboration de la notion de concept dans la scolastique
Assimilé à l'intension d'un terme, le concept a été considéré par la philosophie médiévale comme une représentation mentale qui renvoie à une série d'objets. La querelle des universaux opposa les nominalistes (ou « terministes ») aux réalistes à propos du statut ontologique des universaux, qui sont des concepts comme « homme » ou « animal ».
Le nominalisme considère que les concepts n'ont pas d'existence réelle ou extra-mentale, ils sont seulement psychologiques et subjectifs. Les nominalistes pensent que seuls les individus concrets existent réellement. Guillaume d'Ockham, au XIIIe siècle, est l'un de leurs principaux représentants. Claude Panaccio, médiéviste et spécialiste de sa pensée, la résume ainsi : « Guillaume d'Ockham [...] proposait de voir les concepts comme des signes dont la fonction serait de représenter dans l'esprit non pas des objets abstraits d'une nature spéciale ou des universaux comme l'homme ou l'animal en général, mais des choses singulières concrètes. » Cette position influencera des philosophes ultérieurs comme George Berkeley, qui pense que les mots ne servent qu'à désigner des collections de perceptions et non des idées abstraites, ou encore Nelson Goodman, qui revendique explicitement la position nominaliste dans Steps Toward a Constructive Nominalism en 1947.
Le réalisme, au contraire, considère que les universaux (« l'homme », par exemple) ont une existence réelle et extra-mentale, ce qui garantit leur objectivité et leur caractère public (par opposition à ce qui est privé, subjectif). On parle aussi de platonisme, puisque Platon admettait l'existence de Formes ou Idées intelligibles indépendantes des actes mentaux subjectifs qui les visent. Cette position sera reprise par Gottlob Frege, qui est à l'origine de la logique contemporaine et de la philosophie analytique. Pour désigner cette position ontologique, Claude Panaccio parle de « platonisme des concepts ».
Le conceptualisme de Pierre Abélard constitue une voie moyenne entre le nominalisme et le réalisme. Il sera revendiqué plus tard par le philosophe américain Willard Van Orman Quine, dans son essai La logique et la réification des universaux en 1953.
Les trois positions peuvent être résumées ainsi : pour le réalisme, les universaux existent ante rem (avant les choses singulières), pour le nominalisme ils existent post rem (après les choses, ils en sont tirés) et pour le conceptualisme ils existent in re (dans les choses). Le philosophe et théologien Thomas d'Aquin affirme cependant les trois propositions ensemble : « Selon saint Thomas, les universaux existent à la fois ante rem, c'est-à-dire dans l'entendement divin avant la Création, in re : dans les choses créées qui les actualisent, et post rem : dans l'esprit humain qui les conçoit. »

## Philosophie moderne: du concept à l'idée
Les philosophes modernes désignent le concept par le terme d'« idée » ou de « représentation » de l'esprit, singulière (perceptive) ou bien qui abrège et résume une multiplicité d'objets empiriques ou mentaux par abstraction et généralisation de traits communs identifiables.
Le concept est, selon Kant, ce qui unifie le divers de la sensation. Kant définit les concepts suprêmes de la connaissance comme des catégories de l'entendement, dans la Critique de la raison pure.
En linguistique, on dira que le concept est dénoté dans le langage par un terme qui le désigne : le concept est nommé « signifié », le terme le désignant est nommé « signifiant »[réf. nécessaire].
L'empirisme, le rationalisme et l'idéalisme proposent chacun leur définition du concept et théorisent sa genèse et son rôle dans la connaissance.

## La question de la signification en philosophie analytique
Au XXe siècle, Frege et Carnap, opposés au « psychologisme », préféraient considérer les concepts comme des entités abstraites.
Il n'est toutefois pas évident qu'un concept s'identifie à la signification d'un terme, au sens d'intension ou de dénotation : Hilary Putnam considère en effet, dans son expérience de la Terre jumelle, ceci comme douteux. Selon Putnam, le concept de « hêtre » et d'« orme » ne dépend en effet pas seulement de la signification que je lui donne (ces deux arbres peuvent être indiscernables pour moi), mais de ce qu'ils dénotent, indépendamment de la signification subjective que je lui accorde: il y a une « division du travail linguistique » indispensable au concept, qui fait qu'un garde forestier sait très bien ce qui est dénoté lorsque je dis « hêtre ».
Un nom propre peut être considéré, selon certaines théories philosophiques, comme exprimant le concept d'un individu.
Les sciences cognitives développent une notion de concept en se servant de l'expérimentation psychologique, et entrent ainsi en dialogue avec la philosophie. Elles analysent par exemple le processus de catégorisation chez les enfants.

### La théorie dite «classique»
La théorie « classique » de la signification affirme qu'un concept est défini par un ensemble de conditions que doit satisfaire un objet pour tomber sous ce concept. Posséder un concept reviendrait ainsi à en connaître la définition. Cette approche est aujourd'hui qualifiée d'« inférentialiste » lorsqu'elle fait dépendre la signification d'un concept des inférences auxquelles il est associé.
La psychologue Eleanor Rosch a développé, sous le nom de « théorie des prototypes », une approche voisine selon laquelle un concept est représenté mentalement par un prototype réunissant les propriétés les plus typiques des objets auxquels le concept réfère. L'appartenance d'un objet à un concept est alors fonction de son degré de ressemblance au prototype.

### La théorie causale
À la théorie classique s'oppose la conception causale de la signification d'après laquelle le monde joue un rôle constitutif dans la formation et la diversification des concepts. Elle a été développée par Saul Kripke, Hilary Putnam et Tyler Burge, qui soulignent que le sens de nombreux concepts dépend au moins en partie des relations causales qu'un individu entretient avec son environnement physique ou sociolinguistique. Cette théorie prend appui sur le fait qu'on ne peut caractériser le contenu de certains concepts sans faire référence à l'environnement. Ces concepts auraient une composante indexicale au sens où leur contenu dépend pour partie du contexte de leur énonciation. Ainsi, le concept « pièce d'or » dans la proposition « ceci est une pièce d'or » implique une référence à un objet particulier et dépend causalement de l'existence de cet objet dans un contexte relatif au locuteur de la proposition.

### La téléosémantique
La « téléosémantique » (teleosemantics) est une approche contemporaine de la théorie du concept, développée par Ruth Millikan, David Papineau et Fred Dretske notamment. Elle soutient que certains concepts ont une fonction naturelle. Cela veut dire que la téléosémantique explique la formation des concepts à partir du rôle qu'ils jouent dans notre appareil cognitif, la « fonction » qu'ils remplissent. Selon Claude Panaccio, la téléosémantique introduit des notions téléologiques ou finalistes dans la cognition, contre les philosophies mécanistes du XVIIe siècle à l'époque contemporaine.
La téléosémantique s'inspire du paradigme biologique pour expliquer les concepts. En effet, selon Panaccio, la biologie étudie la fonction des organes, tout comme la téléosémantique étudie la fonction des concepts. De même, l'écologie animale étudie le comportement des espèces à partir de la fonction qu'il remplit, par exemple « capturer des proies », « éviter les prédateurs » et « séduire les partenaires sexuels ».
La causalité mécanique ne suffit pas, selon les partisans de l'approche téléosémantique, à expliquer le fonctionnement d'un organisme. Pour comprendre les « dysfonctionnements possibles » et la « possibilité des maladies », soutient Panaccio, il faut soutenir que dans ces cas-là « les fonctions biologiques normales sont mal assumées ». L'utilisation de normes pour comprendre un organisme est irréductible à une approche mécaniste.
Deux tendances se dégagent dans la téléosémantique, qui définissent différemment la notion de fonction. La première, soutenue par Robert Cummins dans « Functional Analysis » (1975), est une approche « systémique ». Elle consiste à expliquer la fonction dans un système qui l'englobe. Le cœur par exemple est une fonction qui fait partie du système physiologique total, et son action est à comprendre à partir de l'état de santé de ce système. 
La deuxième tendance est l'approche « évolutionniste » de Ruth Millikan. Elle consiste à expliquer la fonction à partir de son histoire, du rôle qu'elle a joué dans le passé de l'espèce. L'approche évolutionniste met l'accent sur le fait que la fonction a passé le test de la sélection naturelle avec succès, et a été conservée dans l'espèce. Les concepts, selon la téléosémantique, sont à expliquer sur ces modèles : soit à partir de leur rôle dans le fonctionnement systémique de la cognition, soit à partir de leur histoire dans l'évolution de l'espèce qui forme mentalement ces concepts.

## Philosophie postmoderne
Il existe plusieurs conceptions relatives au statut d'existence du concept. Ce statut est central pour toute philosophie, non seulement dans le domaine de la connaissance (comment se forment les concepts ?, le concept indique-t-il une essence ?, etc.), mais également dans le domaine de la morale (peut-on prouver des lois de la morale d'après des concepts ?, quelle est l'origine du concept de bien ?, etc.)[réf. nécessaire]. Selon Gilles Deleuze et Félix Guattari, la philosophie se définit comme la création de concepts, et non comme la contemplation passive des choses ou la simple réflexion.

Le concept désigne aussi toute idée, le plus souvent commerciale, plus ou moins novatrice. Il y a là, selon Gilles Deleuze & Félix Guattari, une confusion entre l'usage philosophique et l'usage marketing du terme. Ils écrivent que : 
« D'épreuve en épreuve, la philosophie affronterait des rivaux de plus en plus insolents, de plus en plus calamiteux, que Platon lui-même n'aurait pas imaginés dans ses moments les plus comiques. Enfin, le fond de la honte fut atteint quand l'informatique, la publicité, le marketing, le design s'emparèrent du mot concept lui-même, et dirent c’est notre affaire, c'est nous les créatifs, nous sommes les concepteurs. C'est nous les amis du concept, nous le mettons dans nos ordinateurs. »
Michel Foucault analyse ainsi le rapport du concept à la vie :
« Former des concepts, c'est une manière de vivre et non de tuer la vie ; c'est une façon de vivre dans une relative mobilité et non pas une tentative pour immobiliser la vie ; c'est manifester, parmi ces milliards de vivants qui informent leur milieu et s'informent à partir de lui, une innovation qu'on jugera comme on voudra, infime ou considérable : un type bien particulier d'information. [...] au niveau le plus fondamental de la vie, les jeux du code et du décodage laissent place à un aléa qui, avant d'être maladie, déficit ou monstruosité, est quelque chose comme une perturbation dans le système informatif, quelque chose comme une « méprise ». À la limite, la vie – de là son caractère radical – c'est ce qui est capable d'erreur. [...] Et si on admet que le concept art, c'est la réponse que la vie elle-même a donné à cet aléa, il faut convenir que l'erreur est la racine de ce qui fait la pensée humaine et son histoire. L'opposition du vrai et du faux, les valeurs qu'on prête à l'un et à l'autre, les effets de pouvoir que les différentes sociétés et les différentes institutions lient à ce partage, tout cela n'est peut-être que la réponse la plus tardive à cette possibilité d'erreur intrinsèque à la vie. »
Stanisław Ignacy Witkiewicz ajoute :
« [...] de pareils instants, d'un seul mot prononcé en temps opportun dépend parfois toute une vie, mais les gens ne savent rien et ils s'écrasent les uns les autres – parfois au nom des idéaux – dans le marais de la réalité distordue, déformée par un filet de faux concepts jeté sur elle. La réalité laisse échapper sa quintessence sous l'influence des concepts. Mais c'est de la qualité de ceux-ci que dépend le fait qu'elle sera un poison ou la plus nutritive des vitamines. »